# Gregory Alan Isakov with the Colorado Symphony
Gregory Alan Isakov with the Colorado Symphony è un album dal vivo del cantautore sudafricano-statunitense Gregory Alan Isakov, pubblicato nel 2016.

## Tracce
Testi e musiche di Gregory Alan Isakov (tranne se diversamente indicato).
1. Liars – 5:16 (Ron Scott)
2. Dandelion Wine – 3:08
3. Big Black Car – 4:35
4. The Stable Song – 6:09
5. Amsterdam – 3:09
6. Master and a Hound – 3:21
7. Saint Valentine – 3:18
8. That Sea, the Gambler – 4:46
9. Living Proof – 4:07
10. If I Go, I'm Goin' – 4:24 (John Elliott, Gregory Alan Isakov, Johann Wagner)
11. Unwritable Girl – 2:59